# Chrysler Corporation
|  | Sammenskrivningsforslag Artiklen Chrysler Corporation er foreslået føjet ind i Chrysler. (Siden december 2019) Diskutér forslaget |

Chrysler Corporation blev etableret i 1925 af Walter P. Chrysler, da han overtog Maxwell Motor Corp.. Selskabet producerede lige fra starten biler under mærket Chrysler. Med tiden voksede selskabet sig stort og overtog flere andre bilmærker, bl.a. Jeep, Dodge, og Plymouth.
I 1998 blev hovedaktieposten i selskabet købt af Daimler-Benz AG, og det kombinerede selskab blev derefter til DaimlerChrysler.

## Historie
I 1924 var Walter P. Chrysler formand for Maxwell Motor Corp.. Han havde designet en bil, som han ønskede at få med i New York Automobile Show, men da reglerne for showet krævede, at alle biler skulle være i produktion, kunne det ikke lade sig gøre. I stedet udstillede han bilen i lobbyen hos Hotel Commodore i New York City.
Bilen tiltrak så meget opmærksomhed, at bankdirektøren for Chase Securities udskrev en check på 5 millioner dollars til Maxwell Motor Corp. til fremtidig investering og produktion. Med pengene blev Chryslers bil sat i produktion som Chrysler Six.
Året efter, den 6. juni 1925, købte Chrysler Maxwell Motor Corp. og dannede sit nye selskab, Chrysler Corporation. Virksomheden ekspanderede kraftigt og havde 3,800 forhandlere i USA inden årets udgang samt en indtjening på 17 millioner dollars.
Da USA blev involveret i 2. verdenskrig, havde Chrysler Corporation allerede gennem længere tid forsynet de allierede i Europa med 25- og 28-tons kampvogne. Dette blev gjort, uden at produktionen af det normale bilprogram blev påvirket, i hvert fald i begyndelsen.
Chryslers bilproduktion blev stoppet i 1942, da virksomheden indstillede den ordinære produktion, omlagde denne og fokuserede i stedet på krigsindsatsen, med produktion af blandt andet kampvogne. Dette foregik frem til krigens afslutning i 1945. Totalt arbejdede Chrysler med mere end 66 forskellige militære projekter, som til sammen løb op i 3.4 milliarder US dollars mellem 1940 og 1945.
I 1938 fratrådte Walter P. Chrysler som aktivt bestyrelsesmedlem. To år senere, den 18. august 1940, døde han.
I 1950erne blev modeillustratoren Frederick Siebel ansat for at højne varemærkets standard i annoncer. Hans opskrift var at fremhæve de elegante linjer i Chryslers modelserie.
Designeren Elwood Engel blev rekrutteret fra Ford-koncernen i 1961, i et forsøg på fortsætte Chryslers innovative design. Hans første kreation blev Chrysler Turbine fra 1963.
Da rumprogrammet startede deltog Chrysler Corporation i udviklingen og tilpasningen af kraftfulde raketmotorer som blev brugt til at sende astronauter ud i rummet og videre til månen. NASA valgte tidligt Chrysler som samarbejdspartner, og produktionen af Saturn I og Saturn IB gik i gang.
NASA/Chrysler samarbejdet holdt indtil midten af 70-erne. I 1971 byggede Chrysler det fartøj, som skulle føre NASA's 58-fod lange satellit rundt om jorden.
Apollo-Soyuz-opsendelsen i 1975 skulle blive Chryslers rumdivisions sidste. Parallelt med dette projekt kørte projektet Saturn 1B, hvilket bar 3 amerikanske austronauter til et Apollo rumfartøj, da mødet med det russiske fartøj Soyuz fandt sted. 
En af Chryslers mest berømte biler er 70'ernes "Newport Cordoba Hardtop" – den første bil, som bar Cordoba-navnet. Bilen blev kendt i skuespilleren Ricardo Montalbans TV-reklame. På trods af god fremgang ved lanceringer som denne, var det dog ikke nok til at stimulere den amerikanske bilindustri. En kombination af dårlig økonomi, olieembargoen og importerede, benzinbesparende japanske biler gjorde, at den amerikanske bilindustri havnede i en svær situation.
Håbet blev dog tændt igen i 1978, da Lee Iacocca tiltrådte som administrerende direktør for Chrysler. Takket være hans beundringsværdige forretningssans banede han vejen for en af 80'ernes mest bemærkelsesværdige fremgange i bilindustrien på daværende tidspunkt.
I begyndelsen af 80erne var Chrysler atter på vej opad med introduktionen af den første cabriolet i mange år: LeBaron Convertible. Denne model blev blot én i rækken af cabriolet-lanceringer af diverse modeller. Bilerne blev så populære, at Chrysler også begyndte at producere limousiner baseret på samme koncept. For kun 26.318,- US$ var der mulighed for at cruise rundt i Chryslers luksus og komfort.
Chryslers adm. dir. i denne tid, Lee Iacocca, var ofte at finde i medierne. I TV og i annoncekampagner kunne man se ham stolt fremvise "Den Nye Chrysler" og den nye modelserie. Forbrugerne syntes godt om Iacocca, stolede på hans integritet og belønnede ham ved at øge amerikanske bilers andel af markedet. 
I maj 1998 gik to af verdens førende bilvirksomheder sammen, Daimler-Benz AG og Chrysler Corporation. Det nye selskab blev til DaimlerChrysler.